# 皇后镇 (新西兰)
皇后鎮（英語：Queenstown；毛利語：Tāhuna）位于新西兰南岛奥塔哥大区的西南部，是南岛的旅游度假地。整个城市环绕建造于瓦卡蒂普湖的弗兰克敦湾（Frankton Arm），瓦卡蒂普湖呈一个消瘦的“S”型，附近被非常壮观的群山环绕。景色变化万千、湖光山色宛如仙境。
皇后镇是奥塔哥中部的最大城市，但出于一些管理上的理由，皇后镇通常被看作为新西兰南岛的南地大区的一部分。2016年，皇后鎮人口超越奧馬魯，成為奧塔哥大區第二大城，僅次於但尼丁。因为是旅游度假胜地的关系，皇后镇上有很多间餐厅旅馆，特色美食是烧羊肉与酥皮卷，这两项美食一直都为新西兰的传统食物。美国前总统比尔·克林顿也曾在汽船码头的Boardwalk餐厅尝过海鲜。

## 命名
关于皇后镇(Queenstown)一名来源，有很多不同的说法。最主要的说法是当时当地的淘金者为了纪念英国女王维多利亚（Queen Victoria），取这个名字是为了女王的健康。现在，皇后镇成为了全新西兰乃至世界闻名的旅游度假胜地。

## 歷史
在歐洲人到達皇后鎮之前，毛利人早已發現並首先定居此，首位發現瓦卡蒂普湖的歐洲人是納塔奈爾·查默斯，他在1853年9月由圖圖勞（Tuturau）酋長雷科（Reko）帶領，越過威美亞平原，直達馬陶拉河。

## 地理
皇后镇附近的城镇有箭鎮、瓦納卡、亚历山大和克伦威尔。比邻曾经的淘金地——箭镇（Arrowtown），这里留有中国人在新西兰淘金的遗迹——中国村（Arrowtown Chinese Settlement）。最近的城市则是但尼丁和因弗卡吉爾。

### 交通

從Remarkables到皇后鎮機場的風景

皇后鎮國際機場可以为皇后镇的旅客提供服务。

### 氣候
皇后鎮氣候宜人，屬於溫帶海洋性氣候（柯本氣候分類法Cfb），溫度冬暖夏涼。
| 皇后鎮（1981–2010）      | 皇后鎮（1981–2010） | 皇后鎮（1981–2010） | 皇后鎮（1981–2010） | 皇后鎮（1981–2010） | 皇后鎮（1981–2010） | 皇后鎮（1981–2010） | 皇后鎮（1981–2010） | 皇后鎮（1981–2010） | 皇后鎮（1981–2010） | 皇后鎮（1981–2010） | 皇后鎮（1981–2010） | 皇后鎮（1981–2010） | 皇后鎮（1981–2010） |
| 月份                     | 1月                 | 2月                 | 3月                 | 4月                 | 5月                 | 6月                 | 7月                 | 8月                 | 9月                 | 10月                | 11月                | 12月                | 全年                |
| ------------------------ | ------------------- | ------------------- | ------------------- | ------------------- | ------------------- | ------------------- | ------------------- | ------------------- | ------------------- | ------------------- | ------------------- | ------------------- | ------------------- |
| 平均高温 °C（°F）        | 21.8 (71.2)         | 21.8 (71.2)         | 18.8 (65.8)         | 15.0 (59.0)         | 11.7 (53.1)         | 8.4 (47.1)          | 7.8 (46.0)          | 9.8 (49.6)          | 12.9 (55.2)         | 15.3 (59.5)         | 17.1 (62.8)         | 19.7 (67.5)         | 15.0 (59.0)         |
| 日均气温 °C（°F）        | 15.8 (60.4)         | 15.6 (60.1)         | 13.0 (55.4)         | 9.7 (49.5)          | 7.0 (44.6)          | 4.1 (39.4)          | 3.0 (37.4)          | 5.0 (41.0)          | 7.7 (45.9)          | 9.8 (49.6)          | 11.6 (52.9)         | 14.0 (57.2)         | 9.7 (49.5)          |
| 平均低温 °C（°F）        | 9.8 (49.6)          | 9.4 (48.9)          | 7.2 (45.0)          | 4.3 (39.7)          | 2.3 (36.1)          | −0.3 (31.5)         | −1.7 (28.9)         | 0.2 (32.4)          | 2.5 (36.5)          | 4.3 (39.7)          | 6.0 (42.8)          | 8.3 (46.9)          | 4.4 (39.9)          |
| 平均降水量 mm（）        | 64.7 (2.55)         | 50.3 (1.98)         | 53.4 (2.10)         | 56.2 (2.21)         | 68.5 (2.70)         | 71.5 (2.81)         | 50.3 (1.98)         | 66.2 (2.61)         | 62.4 (2.46)         | 66.4 (2.61)         | 63.6 (2.50)         | 75.3 (2.96)         | 748.9 (29.48)       |
| 平均降水天数（≥ 1.0 mm） | 7.2                 | 6.2                 | 7.4                 | 7.4                 | 9.0                 | 9.2                 | 6.9                 | 9.1                 | 8.5                 | 8.8                 | 7.6                 | 9.6                 | 96.9                |
| 平均相對濕度（％）       | 70.2                | 74.3                | 75.8                | 78.4                | 81.1                | 83.8                | 83.3                | 80.5                | 73.1                | 70.9                | 67.5                | 69.4                | 75.7                |
| 月均日照時數             | 230.3               | 207.3               | 187.0               | 145.4               | 87.8                | 71.8                | 88.3                | 120.0               | 153.6               | 197.7               | 216.6               | 223.5               | 1,929.2             |
| 来源：NIWA Climate Data  |                     |                     |                     |                     |                     |                     |                     |                     |                     |                     |                     |                     |                     |

## 人口
在2001年的人口调查中，皇后镇的市区常住居民（包含Frankton和Kelvin Heights地区）为8535人，比較与1996年的增长率为19.3%。到2007年城市长住人口則增長到10,990；流动人口25,000-35,000（冬季）。皇后镇湖区人口22,956（2006年政府估计）。
在2021年的人口調查中，總人口為48,300人。

## 旅游

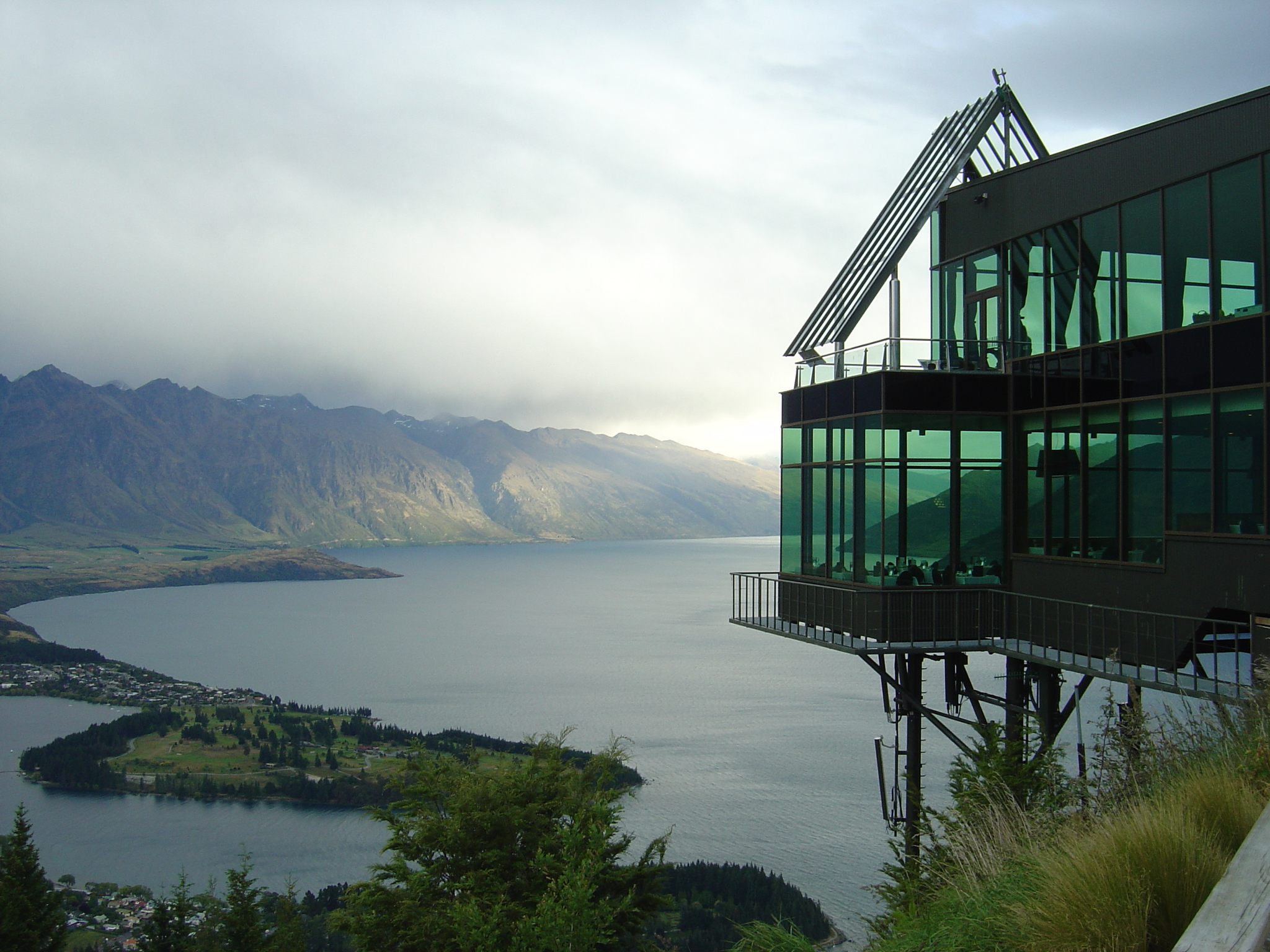
皇后鎮空中纜車站觀景平台

至2012年，皇后镇已有220项旅游项目。热门的项目包括滑雪，单板滑雪，噴射快艇，漂流，蹦极，山地自行车，滑板，登山，滑翔伞，跳伞和飞蝇钓等。
皇后镇地区拥有四个主要滑雪场：Cardrona Alpine Resort, Coronet Peak, The Remarkables和Treble Cone；Waiorau Snowfarm 提供越野滑雪活动。
有“湖上女士”之称的蒸汽船TSS Earnslaw，建造于1912年，每天从皇后镇码头往返Walter Peak。
箭镇地区拥有一个优秀的小型红酒产地以及酒庄。

## 教育
瓦卡蒂普高中，公立高中，提供九至十三年级教学。
英语学校包括新西兰语言学校（Language Schools New Zealand），ABC英语学校（ABC College of English）和南部湖区英语学校（Southern Lakes English College）。
提供一至八年级小学教育的学校：KingsView, Queenstown, Remarkables, St Joseph's 和 Shotover.
其他学校：Queenstown Resort College，ACE Wakatipu。

## 相关图片

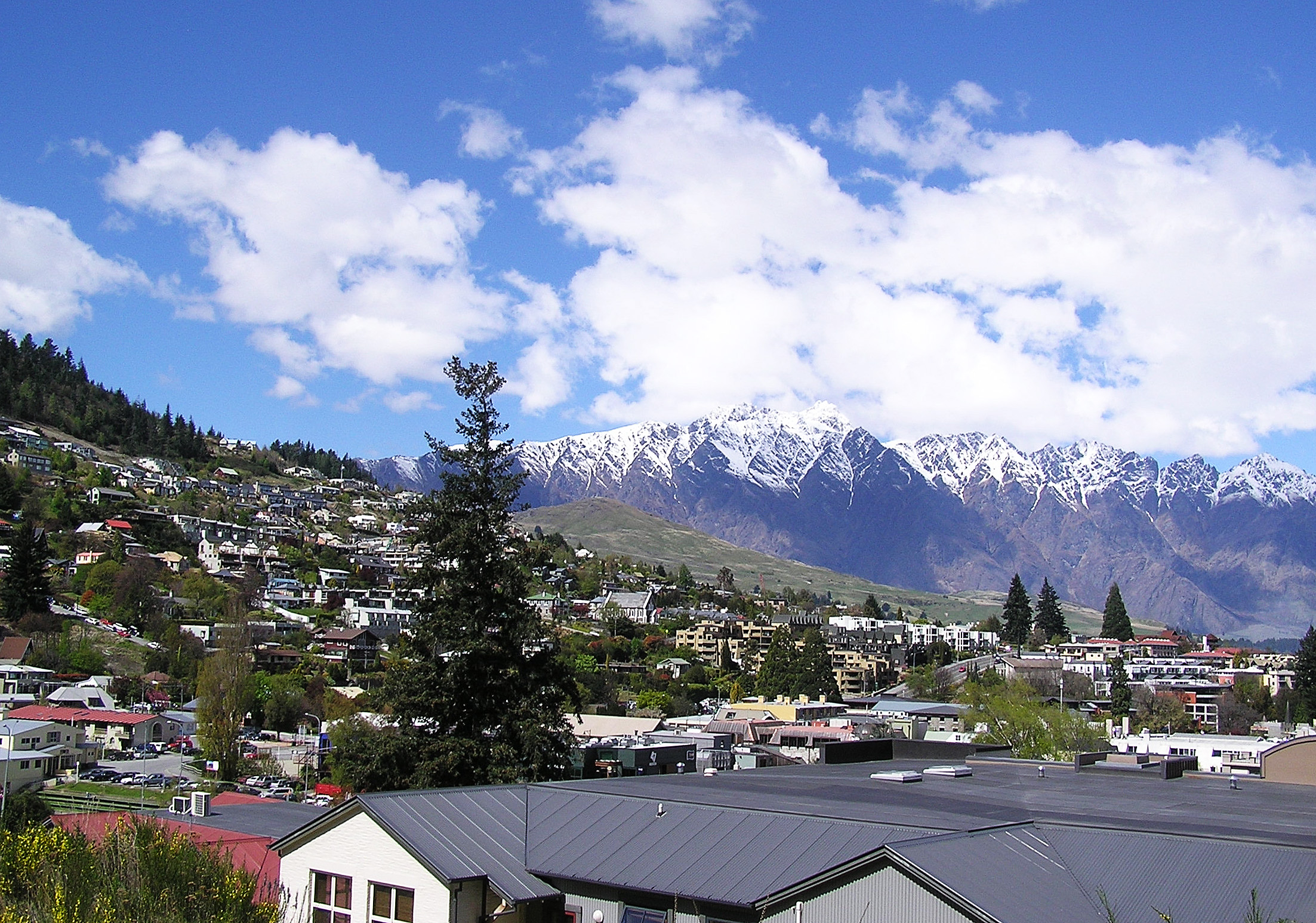
遠眺卓越山
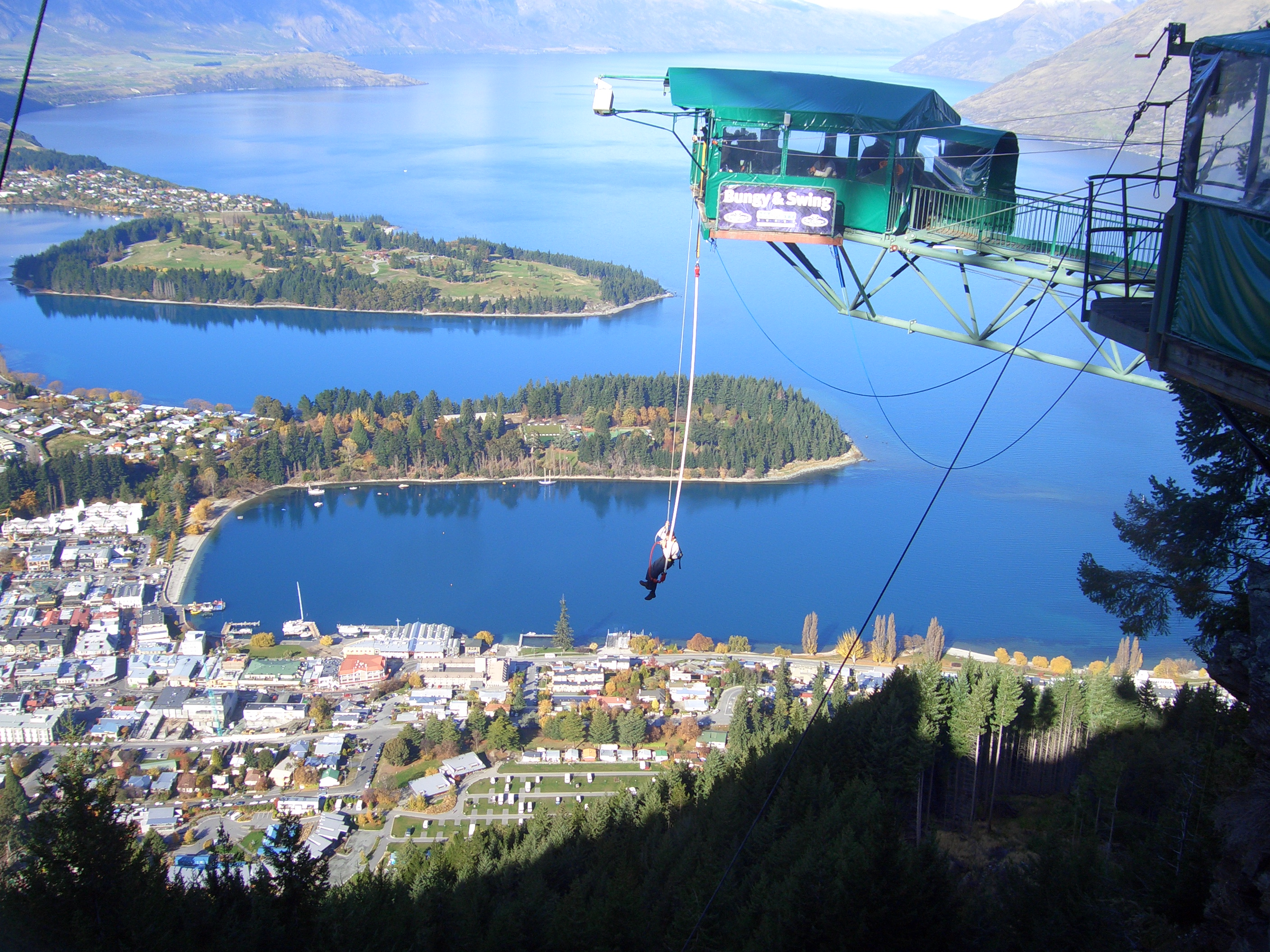
俯瞰瓦卡蒂普湖週遭的皇后镇

## 姊妹城市
- 日本益田市
- 美国科罗拉多州阿斯彭
- 中華人民共和國浙江杭州[4]